# أمين الشناينة
أمين فريد الشناينة (2003 -نيسان -7) هو لاعب كرة قدم في النادي الفيصلي (الأردن) منذ بداياته في فئات الناشئين ومثل أيضا المنتخب الأردني الرديف تحت سن 23 بعد نهاية مرحلة الذهاب من موسم 2020-2021 أعلن أدارة النادي الفيصلي تمديد عقد معه لمدة 4 مواسم

## روابط خارجية
- صفحة اللاعب على موقع كوروة